# Ian Birchall
Ian Birchall est un professeur d'universé britannique spécialiste de l'histoire de la gauche française, à laquelle il a consacré de nombreux articles et livres de recherche.

## Carrière
Né le 29 mai 1939, il a exercé comme maître de conférences à l'Université de Middlesex. Parmi ses autres sujets de recherches, le Komintern, la classe ouvrière, le communisme et le trotskisme, la France et le syndicalisme, ainsi que des auteurs comme Babeuf, Sartre, Victor Serge et Alfred Rosmer. Il a fait partie du comité de rédaction de la revue scientifique Revolutionary History, membre du London Socialist Historians Group. Parfois confondu avec un homologue américain, il est par ailleurs le biographe de Tony Cliff et un bon connaisseur de l'œuvre de Jean-Paul Sartre, à qui il a consacré de nombreuses publications, en particulier sur le dossier de la "dispute Sartre - Camus" et ses "retentissements médiatiques".

## Engagement politique
Ian Birchall a commencé à étudier l'œuvre de Karl Marx à l’été 1962, à l'âge de 22 ans, lorsque des éditions bon marché sont apparues en Angletette, et à partir de là il s’est finalement perçu comme un socialiste.
En mai 1968, il fait partie des étudiants et intellectuels étrangers se déclarant "postcoloniaux", qui font passer les idées du mai 1968 français en Angleterre. Il a ainsi été cosignataire du manifeste de Ygael Gluckstein, alias  Tony Cliff, "France – la lutte continuee. (1968)", publié pour la première fois sous forme de brochure en août 1968 puis intégré à un livre de Tony Cliff, qui ensuite sera exclu de la mouvance trotskiste, en raison d'un de ses livres sur l'URR. Plus jeune d'une vingtaine d'années, Birchall était plus proche du courant libertaire, et a été rédacteur au "Socialist worker", le journal du Parti socialiste des travailleurs avant qu'il n'opère une "bolchévisation" en 1977.
En août 2015, il a rejoint un groupe d'une vingtaine d'écrivains qui ont Poets for Corbyn, une anthologie de poèmes soutenant la campagne de Jeremy Corbyn lors de l'élection à la direction du Parti travailliste,.

### Œuvres traduites/éditées
- Le Moscou de Lénine, par Alfred Rosmer (traduit du français) (1971)
- Fleurs et révolution :un recueil d'écrits sur Jean Genet (édité avec Barbara Read) (1997)
- Témoin de la Révolution allemande / par Victor Serge (1999)
- La Révolution allemande, 1917-1923 / par Pierre Broué ; traduit par John Archer (édité avec Brian Pearce ) (2005)
- Révolution en danger – Écrits de Russie 1919-20 par Victor Serge (traduit du français) Londres : Redwords. (1997)